# Sørensengambiet (Frans)
Het Sørensengambiet is bij het schaken een variant in de schaakopening Frans. Het gambiet is ingedeeld bij de halfopen spelen en het heeft de volgende beginzetten: 1.e4 e6 2.d4 d5 3.e5 c5 4.c3 Pc6 4.Pf3 Db6 5.Ld3. Het valt onder ECO-code C02, de doorschuifvariant van het Frans.
De variant is geanalyseerd door de Deense officier en schaker Søren Anthon Sørensen, die in de tweede helft van de 19e eeuw leefde.
Daarnaast bestaat er een Sørensengambiet in het aangenomen middengambiet.